# Utersum
Utersum (frisó septentrional Ödersem, danès Yttersum) és un dels municipis de l'illa de Föhr (Illes Frisones) que forma part del districte de Nordfriesland, dins l'Amt Föhr-Amrum, a l'estat alemany de Slesvig-Holstein. El municipi inclou el llogaret de Hedehusum. Segons el cens de 2022 te una població de 412 habitants.

## Història
Es conserven tres dòlmens que són testimoni dels assentaments ja des de l'edat de bronze.
Com a part de l'oest de Föhr, Utersum pertanyia als enclavaments danesos i va ser, doncs, directament relacionada amb el Regne de Dinamarca, mentre que l'est de Föhr i Wyk i es van adherir al Ducat de Slesvig. Només quan Dinamarca va perdre Slesvig davant Prússia, després de la Guerra dels Ducats el 1864 Utersum va formar part de Slesvig-Holstein.
Utersum, Hedehusum i el municipi limítrof de Witsum van ser els únics a la zona II del plebiscit de Slesvig de 1920 en votar a favor de Dinamarca, ja que no es troba a la mateixa frontera, però, es van quedar a Alemanya.